# Ternana Calcio 2006-2007
Questa pagina raccoglie le informazioni riguardanti la Ternana Calcio nelle competizioni ufficiali della stagione 2006-2007.

## Stagione
Nella stagione 2006-2007 la Ternana disputa il girone B del campionato di Serie C1, con 39 punti ha ottenuto il dodicesimo posto. Una stagione complessa quella delle fere, già a fine ottobre, dopo la sconfitta (1-0) subita a Manfredonia, salta la prima panchina rossoverde, Giancarlo Favarin viene sostituito dalla coppia formata da Maurizio Raggi e Salvatore D'Urso che resta in sella fino a fine febbraio, poi fino al termine al timone c'è Raimondo Marino. La Ternana ha evitato i Play-out solo grazie ad un finale discreto, battendo il Perugia (2-1) nella terz'ultima giornata, raccogliendo un fondamentale pareggio (1-1) a Martina Franca nella penultima giornata, contro una diretta concorrente, e con la vittoria ottenuta nell'ultima giornata (2-0) contro il Teramo. Miglior realizzatore delle fere il romano Romano Tozzi Borsoi, preso dalla Torres Sassari, con 12 reti in campionato. Nella Coppa Italia nazionale subito fuori per mano del Rimini, che si è imposto (2-0) nei tempi supplementari. Anche nella Coppa Italia di Serie C la Ternana entra ed esce subito negli ottavi, superata nel doppio confronto dal Foggia.

## Rosa
| N. |                      | Ruolo | Calciatore          |
| -- | -------------------- | ----- | ------------------- |
|    | Argentina (bandiera) | A     | Jonathan Alessandro |
|    | Italia (bandiera)    | A     | Mario Bonfiglio     |
|    | Camerun (bandiera)   | C     | Alain Bono          |
|    | Italia (bandiera)    | C     | Andrea Bussi        |
|    | Italia (bandiera)    | C     | Antonio Candreva    |
|    | Italia (bandiera)    | C     | Antonio Cardona     |
|    | Italia (bandiera)    | D     | Carlo Cherubini     |
|    | Italia (bandiera)    | C     | Vanni Chiarotto     |
|    | Italia (bandiera)    | C     | Giampaolo Ciarcià   |
|    | Italia (bandiera)    | A     | Sasha Cori          |
|    | Italia (bandiera)    | D     | Angelo Danotti      |
|    | Italia (bandiera)    | C     | Adriano D'Astolfo   |
|    | Italia (bandiera)    | D     | Federico Del Grosso |
|    | Italia (bandiera)    | C     | Loris Del Nevo      |
|    | Italia (bandiera)    | C     | Guido Di Deo        |
|    | Italia (bandiera)    | A     | Orlando Fanasca     |
|    | Italia (bandiera)    | C     | Emiliano Fasciocco  |
|    | Italia (bandiera)    | D     | Stefano Ferrario    |

| N. |                      | Ruolo | Calciatore            |
| -- | -------------------- | ----- | --------------------- |
|    | Italia (bandiera)    | A     | Felice Gesuele        |
|    | Italia (bandiera)    | P     | Paolo Ginestra        |
|    | Armenia (bandiera)   | C     | Ara Hovhannisyan      |
|    | Italia (bandiera)    | D     | Fabio Lucioni         |
|    | Italia (bandiera)    | C     | Manolo Manoni         |
|    | Italia (bandiera)    | A     | Salvatore Miceli      |
|    | Argentina (bandiera) | D     | Lucas Rodrigo Montero |
|    | Italia (bandiera)    | A     | Antonio Morello       |
|    | Italia (bandiera)    | C     | Mario Pacilli         |
|    | Italia (bandiera)    | A     | Massimo Perna         |
|    | Italia (bandiera)    | D     | Salvatore Ricca       |
|    | Italia (bandiera)    | C     | Salvatore Russo       |
|    | Italia (bandiera)    | A     | Gabriele Scandurra    |
|    | Italia (bandiera)    | A     | Stefano Scappini      |
|    | Italia (bandiera)    | D     | Mirko Taccola         |
|    | Italia (bandiera)    | A     | Romano Tozzi Borsoi   |
|    | Italia (bandiera)    | D     | Stefano Trinchera     |
|    | Italia (bandiera)    | D     | Alessandro Zamperini  |

## Risultati

### Campionato

#### Girone di andata
| Arbitro: | Pinzani (Empoli) |

|  |           |                               |
|  | Marcatori | 21’ S. Russo 39’ Tozzi Borsoi |

| Arbitro: | Tommasi (Bassano del Grappa) |

|            |           |                         |
| Taccola 1’ | Marcatori | 11’, 65’ (rig.) Docente |

| Arbitro: | Calvarese (Teramo) |

|                  |           |                  |
| V. Di Bari 90+5’ | Marcatori | 35’ Tozzi Borsoi |

| Arbitro: | Gallione (Alessandria) |

|                       |           |  |
| Tozzi Borsoi 28’, 39’ | Marcatori |  |

| Terni 1º ottobre 2006 5ª giornata | Ternana            | 0 – 0 | Cavese | Stadio Libero Liberati\| Arbitro: \| Spadaccini (Vasto) \| |
| Arbitro:                          | Spadaccini (Vasto) |       |        |                                                            |

| Arbitro: | Stallone (Foggia) |

|             |           |                            |
| Castaldo 8’ | Marcatori | 69’ Cherubini 79’ M. Perna |

| Arbitro: | Tozzi (Lido di Ostia) |

|                  |           |               |
| Tozzi Borsoi 43’ | Marcatori | 51’ Mariscoli |

| Arbitro: | Candussio (Cervignano del Friuli) |

|                                 |           |  |
| Ambrosi 51’ (rig.) Toledo 90+2’ | Marcatori |  |

| Arbitro: | Baracani (Firenze) |

|                 |           |  |
| W. Piccioni 66’ | Marcatori |  |

| Arbitro: | Peruzzo (Schio) |

|  |           |              |
|  | Marcatori | 34’ Chianese |

| Arbitro: | Paparazzo (Catanzaro) |

|  |           |               |
|  | Marcatori | 81’ Cherubini |

| Arbitro: | Mannella (Avezzano) |

|  |           |                                       |
|  | Marcatori | 38’, 66’ Evacuo 62’ (rig.) V. Moretti |

| Arbitro: | Guerriero (Catanzaro) |

|                   |           |                       |
| G. Califano 45+2’ | Marcatori | 59’, 71’ Tozzi Borsoi |

| Arbitro: | Palazzino (Ciampino) |

|                  |           |  |
| Tozzi Borsoi 57’ | Marcatori |  |

| Arbitro: | Barbirati (Ferrara) |

|                        |           |                |
| Mamede 35’ Bernini 87’ | Marcatori | 28’ Del Grosso |

| Arbitro: | Santonocito (Abbiategrasso) |

|                  |           |              |
| Tozzi Borsoi 49’ | Marcatori | 66’ Gambuzza |

| Arbitro: | Colasanti (Grosseto) |

|                    |           |  |
| Margarita 33’, 72’ | Marcatori |  |

#### Girone di ritorno
| Arbitro: | Marrocco (Pisa) |

|               |           |  |
| Scandurra 53’ | Marcatori |  |

| Arbitro: | C. Russo (Nola) |

|             |           |              |
| Docente 44’ | Marcatori | 8’ Trinchera |

| Terni 28 gennaio 2007 20ª giornata | Ternana                | 0 – 0 | San Marino | Stadio Libero Liberati\| Arbitro: \| G. Stefanini (Livorno) \| |
| Arbitro:                           | G. Stefanini (Livorno) |       |            |                                                                |

| Arbitro: | Nicodano (Milano) |

|            |           |                        |
| Agnelli 8’ | Marcatori | 90+2’ (rig.) Bonfiglio |

| Arbitro: | Manera (Castelfranco Veneto) |

|                                   |           |               |
| 61’ (rig.), 83’ (rig.) De Giorgio | Marcatori | 70’ Bonfiglio |

| Arbitro: | Ferrandini (Sondrio) |

|             |           |              |
| Fanasca 51’ | Marcatori | 90+1’ Baclet |

| Lanciano 25 febbraio 2007 24ª giornata | Lanciano           | 0 – 0 | Ternana | Stadio Guido Biondi\| Arbitro: \| Grazioli (Maniago) \| |
| Arbitro:                               | Grazioli (Maniago) |       |         |                                                         |

| Arbitro: | C. Russo (Nola) |

|              |           |                                   |
| Scandurra 4’ | Marcatori | 21’ (rig.) Cammarata 72’ Prosperi |

| Arbitro: | Zanardo (Conegliano) |

|              |           |                           |
| Scappini 20’ | Marcatori | 60’ Alteri 90+4’ Scarlato |

| Arbitro: | Tasso (La Spezia) |

|              |           |  |
| Pizzolla 48’ | Marcatori |  |

| Terni 1º aprile 2007 28ª giornata | Ternana         | 0 – 0 | Sambenedettese | Stadio Libero Liberati\| Arbitro: \| Vuoto (Livorno) \| |
| Arbitro:                          | Vuoto (Livorno) |       |                |                                                         |

| Arbitro: | Lioce (Molfetta) |

|                                       |           |                                                |
| Biancolino 2’, 17’ (rig.) Porcari 70’ | Marcatori | 10’ Trinchera 38’ Tozzi Borsoi 90+4’ Bonfiglio |

| Arbitro: | Meli (Parma) |

|  |           |                             |
|  | Marcatori | 12’ G. Califano 90+2’ Bellè |

| Arbitro: | Baracani (Firenze) |

|             |           |  |
| Pecchia 69’ | Marcatori |  |

| Arbitro: | Cavarretta (Trapani) |

|                                |           |                |
| Tozzi Borsoi 20’ Zamperini 90’ | Marcatori | 69’ Pellecchia |

| Arbitro: | Valeri (Roma) |

|              |           |             |
| Bernardo 66’ | Marcatori | 54’ Ciarcià |

| Arbitro: | Tommasi (Bassano del Grappa) |

|                                     |           |  |
| Tozzi Borsoi 35’ (rig.) Pacilli 70’ | Marcatori |  |

### Coppa Italia
| Arbitro: | Pierpaoli (Firenze) |

|                         |           |  |
| Valiani 101’ Matri 103’ | Marcatori |  |

#### Ottavi di Finale
| Arbitro: | Lupo (Matera) |

|             |           |  |
| Salgado 73’ | Marcatori |  |

| Arbitro: | La Rocca (Ercolano) |

|             |           |                         |
| Pacilli 29’ | Marcatori | 77’ Zagaria 84’ Salgado |